# Mistrovství světa v biatlonu 2019 – závod s hromadným startem žen
Závod s hromadným startem žen na Mistrovství světa v biatlonu 2019 se konal v neděli 17. března jako v pořadí pátý ženský závod biatlonu v lyžařském středisku Östersunds skidstadion. Zahájení závodu s hromadným startem proběhlo v 13.15 středoevropského času. Závodu se zúčastnilo celkem 30 biatlonistek.
Obhájkyní titulu byla Němka Laura Dahlmeierová, která dojela sedmá. Úřadující olympijskou vítězkou v této disciplíně z pchjongčchangských her byla Slovenka Anastasia Kuzminová, která vinou deseti trestných kol skončila na 28. místě.
Mistryní světa se stal Italka Dorothea Wiererová, pro kterou to byla třetí medaile z tohoto šampionátu a první zlatá, čímž zkompletovala celou sadu cenných kovů. Zlato ze světového šampionátu získala však vůbec poprvé. Stříbro získala ruská závodnice Jekatěrina Jurlovová-Perchtová, která získala na světovém šampionátu svou první medaili. Na třetím místě dojela čerstvá mistryně světa ze stíhacího závodu Němka Denise Herrmannová, která podobně jako Wiererová doplnila chybějící sadu medailí.

## Výsledky
| Pořadí | č. | závodnice                      | stát      | střelba (L+L+S+S) | čas     | ztráta  |
| --- | -- | ------------------------------ | --------- | ----------------- | ------- | ------- |
| Zlatá medaile | 9  | Dorothea Wiererová             | Itálie    | 2 (0+0+0+2)       | 37:26,4 |         |
| Stříbrná medaile | 18 | Jekatěrina Jurlovová-Perchtová | Rusko     | 2 (0+0+1+1)       | 37:31,3 | +4,9    |
| Bronzová medaile | 2  | Denise Herrmannová             | Německo   | 4 (0+1+2+1)       | 37:41,8 | +15,4   |
| 4. | 3  | Hanna Öbergová                 | Švédsko   | 3 (0+1+2+0)       | 38:19,1 | +52,7   |
| 5. | 5  | Tiril Eckhoffová               | Norsko    | 4 (1+1+1+1)       | 38:24,1 | +57,7   |
| 6. | 7  | Laura Dahlmeierová             | Německo   | 4 (2+1+0+1)       | 38:29,8 | +1:03,4 |
| 7. | 10 | Marte Olsbuová Røiselandová    | Norsko    | 4 (1+0+1+2)       | 38:36,5 | +1:10,1 |
| 8. | 6  | Lisa Vittozziová (y)           | Itálie    | 4 (3+1+0+0)       | 38:37,6 | +1:11,2 |
| 9. | 27 | Linn Perssonová                | Švédsko   | 3 (1+1+1+0)       | 38:56,1 | +1:29,7 |
| 10. | 28 | Joanne Reidová                 | USA       | 4 (1+1+1+1)       | 38:58,5 | +1:32,1 |
| 11.. | 4  | Ingrid Landmark Tandrevoldová  | Norsko    | 5 (0+0+3+2)       | 39:07,1 | +1:40,7 |
| 12. | 12 | Paulína Fialková (r)           | Slovensko | 5 (2+0+1+2)       | 39:09,1 | +1:42,7 |
| 13. | 13 | Monika Hojniszová              | Polsko    | 3 (0+0+1+2)       | 39:09,8 | +1:43,4 |
| 14. | 17 | Mona Brorssonová               | Švédsko   | 5 (1+2+1+1)       | 39:15,1 | +1:48,7 |
| 15. | 8  | Justine Braisazová             | Francie   | 6 (2+0+1+3)       | 39:17,1 | +1:50,7 |
| 16. | 20 | Markéta Davidová               | Česko     | 5 (0+2+2+1)       | 39:21,9 | +1:55,5 |
| 17. | 24 | Veronika Vítková               | Česko     | 4 (1+1+1+1)       | 39:31,9 | +2:05,5 |
| 18. | 26 | Jevgenija Pavlovová            | Rusko     | 4 (1+1+1+1)       | 39:40,0 | +2:13,6 |
| 19. | 15 | Franziska Preussová            | Německo   | 6 (0+0+5+1)       | 39:41,6 | +2:15,2 |
| 20. | 21 | Celia Aymonierová              | Francie   | 6 (0+1+3+2)       | 39:45,8 | +2:19,4 |
| 21. | 16 | Franziska Hildebrandová        | Německo   | 5 (0+1+1+3)       | 39:56,0 | +2:29,6 |
| 22. | 29 | Selina Gasparinová             | Švýcarsko | 4 (1+2+0+1)       | 39:59,9 | +2:33,5 |
| 23. | 11 | Kaisa Mäkäräinenová            | Finsko    | 6 (0+1+1+4)       | 40:01,1 | +2:34,7 |
| 24. | 14 | Iryna Kryuková                 | Bělorusko | 6 (0+0+4+2)       | 40:02,7 | +2:36,3 |
| 25. | 19 | Anastasija Merkušinová         | Ukrajina  | 6 (2+0+3+1)       | 40:19,3 | +2:52,9 |
| 26. | 22 | Clare Eganová                  | USA       | 5 (0+0+3+2)       | 40:27,8 | +3:01,4 |
| 27. | 30 | Baiba Bendiková                | Lotyšsko  | 5 (1+2+0+2)       | 40:55,3 | +3:28,9 |
| 28. | 1  | Anastasia Kuzminová            | Slovensko | 10 (4+4+1+1)      | 42:10,5 | +4:44,1 |
| 29. | 25 | Elisa Gasparinová              | Švýcarsko | 7 (1+2+1+3)       | 43:54,6 | +6:28,2 |
| 30. | 23 | Lena Häckiová                  | Švýcarsko | 11 (3+3+2+3)      | 44:39,8 | +7:13,4 |
| zdroj:Startovní listina, Výsledky (r) – vedoucí závodnice disciplíny, (y) – vedoucí závodnice hodnocení světového poháru |    |                                |           |                   |         |         |